# 203 (číslo)
Dvě stě tři je přirozené číslo, které následuje po čísle dvě stě dva a předchází číslu dvě stě čtyři. Římskými číslicemi se zapisuje CCIII a řeckými číslicemi σγ.

## Matematika
203 je:
- Poloprvočíslo
- Deficientní číslo
- Šťastné číslo
- Nepříznivé číslo

## Chemie
- 203 je nukleonové číslo méně běžného z obou přírodních izotopů thallia.[1]

## Astronomie
- (203) Pompeja je planetka hlavního pásu, kterou objevil v roce 1879 Christian Heinrich Friedrich Peters.

## Doprava
- Silnice II/203 je česká silnice II. třídy vedoucí na trase Benešovice – Kladruby – Nýřany – Vejprnice – Plzeň.[2]

## Roky
- 203
- 203 př. n. l.